# حشره‌خوار مشکین ماکاواسی
 حشره‌خوار مشکین ماکاواسی (نام علمی: Crocidura maquassiensis) نام یک گونه از سرده حشره‌خوارهای دندان‌سفید است.